# Thursday-Inseln
Die Thursday-Inseln, engl. Thursday Islands, sind eine zu Australien (Queensland) gehörige Inselgruppe im Süden des Archipels der Torres-Strait-Inseln. Die Inseln liegen wenige Kilometer vor der  Nordwestspitze der Kap-York-Halbinsel im Südwesten der Meerenge Torres-Straße.
Im Zentrum der Inselgruppe liegt die gleichnamige Hauptinsel Thursday Island, die nicht nur mit Abstand die meisten Einwohner hat, sondern auch das Verwaltungszentrum der Torres-Strait-Inseln bildet. Größte Insel der Gruppe ist allerdings die kaum besiedelte Prince-of-Wales-Insel mit einer Fläche von 203 km². Die Indigene Bevölkerung, die sogenannten Torres-Strait-Islanders, macht einen Anteil von mehr als 75 % aus. 

## Tabelle der Inseln
Zu den Thursday-Inseln zählen u. a. folgende Inseln:
| Inselname         | Alias    | Geokoordinate         | Fläche | Bevölkerung (Stand 2016) |
| ----------------- | -------- | --------------------- | ------ | ------------------------ |
| Thursday Island   | Wai-Ben  | 10° 35′ S, 142° 13′ O | 3,50   | 2.938                    |
| Port Lihou Island | Yeta     | 10° 44′ S, 142° 14′ O | 3,98   | -                        |
| Prince-of-Wales   | Murralag | 10° 41′ S, 142° 11′ O | 203    | 109                      |
| Horn Island       | Narapui  | 10° 36′ S, 142° 17′ O | 53,16  | 531                      |
| Entrance Island   | Zuna     | 10° 43′ S, 142° 18′ O | 5,02   | -                        |
| Friday Island     | Gialug   | 10° 36′ S, 142° 10′ O | 4,80   | 20                       |
| Goods Island      | Palilug  | 10° 34′ S, 142° 10′ O | 2,10   | -                        |
| Packe Island      | Tai      | 10° 45′ S, 142° 13′ O | 0,57   | 10                       |
| Hammond Island    | Keriri   | 10° 33′ S, 142° 12′ O | 15,87  | 268                      |
| Wednesday Island  | Mawain   | 10° 31′ S, 142° 18′ O | 8,40   | -                        |

Verwaltungsmäßig gehört die Inselgruppe zu den Inner Islands, einer Inselregion im Verwaltungsbezirk Torres Shire von Queensland.